# TEPPAN MUSIC
TEPPAN MUSIC（テッパンミュージック）とは、2020年に日本クラウン内でベリーグッドマンが新たに設立したプライベートレーベル。

## 概要
2020年8月11日、「人と人を繋ぎ、同じ目線で語り掛けていく音楽の発信」を合言葉に、ベリーグッドマンの音楽やメッセージをスピーディに発信するべく所属事務所のARIGATO MUSICが第一興商グループと組んで日本クラウン内に設立した新レーベル。
レコード会社を移籍するタイミングで、日本クラウンから「ベリーグッドマンだけのレーベルを作りませんか？」と提案され、「どこに所属していても結果は本人次第で自分たちのレーベルだとあらゆる面で自分たちに責任があるからそこは気合いの入れ方が変わってくるな」ということで、みんなで話し合ったうえで「しっかりがんばっていこう」とレーベル設立を決めた。
レーベル名『TEPPAN』の由来は鉄板焼きの“鉄板”（ベリーグッドマンのメンバーMOCAの実家である鉄板焼き屋に結成前からお世話になっており、初心を忘れずこの場所を新たなスタート地点とする意味が込められている）と、間違いがないことを意味する“テッパン”のダブルミーニングによる。

## 備考
同日8月11日に配信リリースされたベリーグッドマンの「Dreamer」がTEPPAN MUSICからのリリース作品第1弾。

## 所属アーティスト
- ベリーグッドマン（2020年 - ）
- OverTone（2022年 - ）